# Stallwang
Stallwang è un comune tedesco di 1 364 abitanti, situato nel land della Baviera.